# Pleuraphodius kavani
Pleuraphodius kavani är en skalbaggsart som beskrevs av Vladimir Balthasar 1935. Pleuraphodius kavani ingår i släktet Pleuraphodius och familjen Aphodiidae. Utöver nominatformen finns också underarten P. k. aethiopicus.